# Air Europe

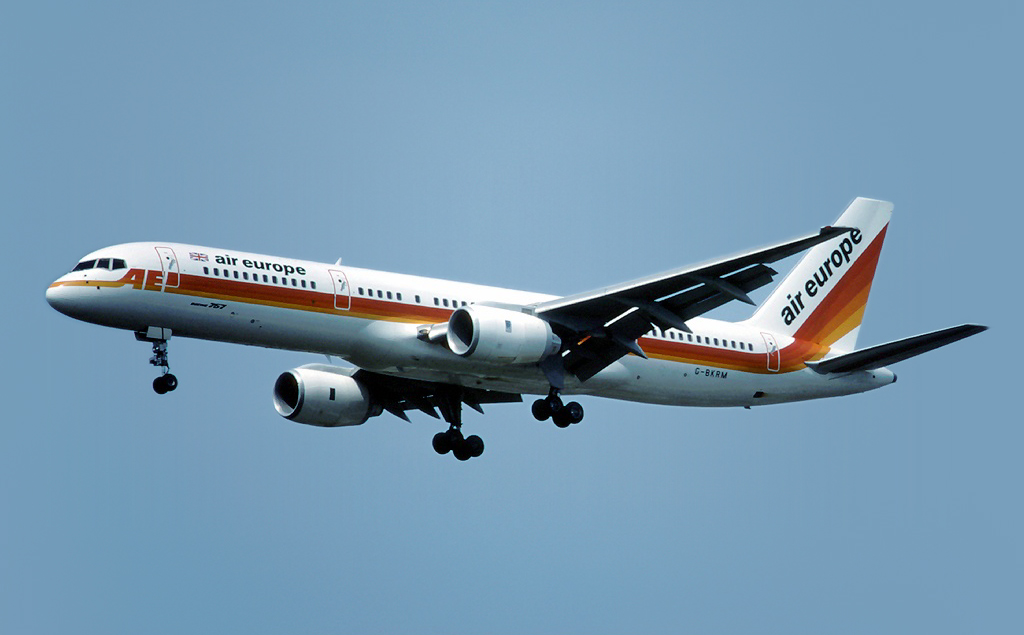
Air Europe

Air Europe is een in 1978 opgerichte luchtvaartmaatschappij, met de toenmalige basis Londen Gatwick. 
Het bedrijf begon als chartermaatschappij met drie nieuwe Boeing 737-200s in mei 1979. Later vloog het ook lijndiensten.
De oprichter van het bedrijf was Harry Goodman.
Air Europe was de eerste maatschappij die gebruik maakte van het luchtvaartconcurrentiebeleid in Europa en daarmee de prijzen van businessclasstickets omlaag bracht met het motto "It's nice to fly with friends".
Air Europe hield op te bestaan in maart 1991, juist na de start van de Golfoorlog. 

## Italiaanse naamgenoot
Een Italiaans bedrijf zonder connectie met ILG (De moedermaatschappij van Air Europe), ging in 2004 onder de naam Air Europe verder. Het was eigendom van Volare Airlines, een Italiaanse luchtvaartmaatschappij. In december 2008 werd Air Europe stopgezet.